# Becadell noble
El becadell noble (Gallinago nobilis) és una espècie d'ocell de la família dels escolopàcids (Scolopacidae) que habita praderies i sabanes empantanegades de Colòmbia, sud-oest de Veneçuela i l'Equador.